# Karok (taal)
Het Karok of Karuk is een bedreigde taal die traditioneel door de Karok-indianen in de Verenigde Staten gesproken wordt. De Karok zijn een volk die in het uiterste noordwesten van de staat Californië leven, in de nabijheid van de Klamath River. Er zijn nog maar weinig sprekers van het Karok; tellingen wijzen uit dat er nog maar 10 à 50 sprekers zijn. Er zijn wel actieve programma's om het aantal jonge sprekers op te krikken.
Het Karok wordt weleens tot de Hokantalen van Californië en West-Mexico gerekend, een hypothetische taalfamilie die voor het eerst door de taalkundige Edward Sapir voorgesteld werd. Er is echter weinig bewijs voor die stelling. Het Karok wordt bijgevolg meestal een geïsoleerde taal genoemd.